# Plouguenast-Langast
Plouguenast-Langast ist eine französische Gemeinde mit 2.390 Einwohnern (Stand 1. Januar 2022) im Département Côtes-d’Armor in der Region Bretagne. Sie gehört zum Arrondissement Saint-Brieuc und zum Kanton Guerlédan.
Sie entstand mit Wirkung vom 1. Januar 2019 als Commune nouvelle durch Zusammenlegung der ehemaligen Gemeinden Plouguenast und Langast, die in der neuen Gemeinde den Status einer Commune déléguée besitzen. Der Verwaltungssitz befindet sich im Ort Plouguenast.

## Gliederung
| Ortsteil                      | ehemaliger INSEE-Code | Fläche (km²) | Einwohnerzahl zum 1. Januar 2022 |
| ----------------------------- | --------------------- | ------------ | -------------------------------- |
| Plouguenast (Verwaltungssitz) | 22219                 | 35,12        | 1.825                            |
| Langast                       | 22100                 | 20,45        | .0565                            |

## Lage
Die Gemeinde liegt rund 80 Kilometer (Luftlinie) westnordwestlich von Rennes. Das Gebiet wird vom Fluss Lié durchquert. Nachbargemeinden sind: Plémy im Norden, Le Mené im Osten, La Motte im Süden, Gausson im Westen und Plœuc-L'Hermitage im Nordwesten.